# Марко Томас
Марко Томас (Копривница, СФРЈ 3. јануар 1985) је хрватски кошаркаш. Игра на позицијама бека и крила.

## Каријера

### КК Загреб
Каријеру је започео у млађим узрастима Загреба. У сезони 2002/03. почео добијати прве прилике, кад је и показао да ће врло брзо бити један од носилаца игре Загреба. У сезони 2003/04. преузео једну од главних улога вође тима с просеком од 12,8 кошева и 5,3 скока по утакмици, а сезону касније носилац игре Загреба с 19,6 кошева, 4,4 скока и 2,3 скока по утакмици. Био је један од најбољих играча НЛБ лиге. У априлу 2005. Загреб је одбио понуду Таукерамике вредну 600.000 долара, али ју је одбио.

### Реал Мадрид и Фуенлабрада
Међутим, остао је у Европи те заједно с Игором Ракочевићем отишао у мадридски Реал. У Реалу је провео четири године, али никада се није прометнуо у стартера. Како није у прве три сезоне добио праву прилику што због озледа, што због конкуренције, Томас у сезони 2007/08. одлази на позајмицу у Фуенлабраду. Онде је постао првотимац и главни носилац игре шпанског клуба.
Одлична сезона натерала је челнике Реала да га натраг позову у своју екипу, па се његовој четвртој сезони очекивала потпуна афирмација на АЦБ лигу. У сезони 2008/09. поново је у игру улазио са клупе, али са малом минутажом те је у просеку у Евролиги убацивао 5,2 поена, 1,7 скокова и 0,6 асистенција по утакмици. Његов играчки статус под вођством тренера Плазе био је најлошији од доласка у клуб. Током децембра 2008. у двадесетак одиграних утакмица само на три је добио целих десет минута игре, док је углавном у игру улазио на три-четири минуте. Најбољу утакмицу сезоне одиграо је у 4. колу Евролиге против Макабија у Тел Авиву, којима је убацио 18 поена што је значило и поравнање најбољег евролигашког учинка у каријери. Након те утакмице најавио је одлазак из Реала.
Завршетком сезоне нови тренер Реала Еторе Месина најавио је да не рачуна на њега у новој сезони и да може потражити нови клуб. Покушао је исходити слободне папире за проналазак новог клуба, међутим управа клуба није га хтијела пустити без одштете и покушали су га у разним комбинацијама заменити за неке играче у Естудијантес и Хувентуд. Како замене нису успеле Томас је добио слободне папире.

### Цибона Загреб
Током целог лета 2009. године уз још неке шпанске клубове Цибона је била најупорнија у његовом доласку, а 20. септембра 2009. службено је потписао уговор с хрватским евролигашем. У дресу Цибоне дебитовао је у склопу завршних припрема за почетак регионалне НЛБ лиге против Забока. Цибона је славила лаганом победом 83:58, а Томас се представио тренеру и публици с округлих десет кошева. У регионалну НЛБ лигу кренуо је одлично те је постао прва виолина Цибоса. У дербију 2. кола против Партизана у Београду предводио Цибону с 22 поена и пет скокова. Био је најкориснији је играч петог кола НЛБ лиге у сјајно одиграној утакмици у Вршцу где је Цибона након продужетка савладала Хемофарм с 96:94. Томас је био први играч “вукова” с 32 поена (шут за два поена 5-6, за трицу 4-8) и девет скокова. Одличне игре током првог дела сезоне донеле су му наступ на хрватском All-Стару у Белом Манастиру, где је био капетан екипе Севера.

### Фенербахче Улкер
Током лета 2010. године, Томас је потписао двогодишњи уговор с истанбулским Фенербахчеом.

## Успеси

### Клупски
- Реал Мадрид:
  - УЛЕБ куп (1): 2006/07.
  - Првенство Шпаније (1): 2006/07.
- Цибона:
  - Првенство Хрватске (1): 2009/10.
- Фенербахче:
  - Првенство Турске (1): 2010/11.
  - Куп Турске (1): 2011.
- Цедевита:
  - Првенство Хрватске (3): 2013/14, 2014/15, 2016/17.
  - Куп Хрватске (3): 2014, 2015, 2017.

### Репрезентативни
- Европско првенство до 18 година:  2002.